# Bang Khli
Bang Khli (Tidligere Ban Bang Khli), er en landsby syd i distriktet Thai Mueang i provinsen Phang Nga, Thailand. Byen ligger 2 km indenfor kysten til Andamanhavet, nær elven Khlong Yai. Landsbyen ligger på grænsen til kommunen Takua Thung.
Byen har 500 indbyggere, hvoraf en betydelig del er af pakistansk oprindelse. Her ligger de to nordligste mosker i Thailand langs Al-Susama- og Ban Bang Khli. Det buddhistiske tempel Wat Nikhom Samoson ligger i Bang Khli.
Vest for byen ligger Gejseren Bo Dan, og lige over distriktgrænsen ligger et termisk kraftværk.